# Ботафогу (Ріо-де-Жанейро)
«Ботафогу» (порт. Botafogo de Futebol e Regatas) — бразильський спортивний клуб з Ріо-де-Жанейро. Символ клубу — Lone Star (Одинока Зірка), представлена на його емблемі. Ботафогр означає той, хто підпалює, а також назву району, звідки клуб має свої витоки (Ботафого пляж). Прізвиська — «Фогу», «Бота» (скорочення назви клубу), «Fogão» (Фоган — «Велика пожежа»), «Alvinegro» (біло-чорний), «Клуб Одинокої Зірки» (посилання на емблему клубу), та «О Glorioso» (Славний, прізвисько, дане після кампанії 1910 року). ФІФА визнала його 12-им клубом світу в ХХ столітті.
«Ботафогу» є одним з найбільших клубів у Бразилії та одним з чотирьох найбільших футбольних клубів у Ріо-де-Жанейро разом з «Фламенго», «Флуміненсе» і «Васко».
Команда тричі ставала чемпіоном Бразилії, вигравши чемпіонати в сезонах 1968, 1995 та 2024 років. В 2024 «Ботафогу» також здобув свій перший Кубок Лібертадорес.

## Досягнення
- Чемпіон Бразилії (3): 1968, 1995, 2024
- Чемпіон Ріо-де-Жанейро (21): 1907, 1910, 1912, 1930, 1932, 1933, 1934, 1935, 1948, 1957, 1961, 1962, 1967, 1968, 1989, 1990, 1997, 2006, 2010, 2013, 2018
- Кубок Лібертадорес: 2024
- Кубок КОНМЕБОЛ: 1993

## Відомі гравці
- Себастіан Абреу
- Кайо Алешандре
- Амарілдо
- Бебето
- Гаррінча
- Діді
- Донізете
- Елено де Фрейтас
- Жаїрзіньйо
- Жерсон
- Маріо Загало
- Кларенс Зедорф
- Карвальйо Лейте
- Кварентінья
- Ніколас Лодейро
- Роберто Міранда
- Леонідас да Сілва
- Нілтон Сантус
- Паулу Сезар Кажу
- Туліо Коста